# Rhabdadenia madida
Rhabdadenia madida är en oleanderväxtart som först beskrevs av Vell., och fick sitt nu gällande namn av John Miers. Rhabdadenia madida ingår i släktet Rhabdadenia och familjen oleanderväxter. Inga underarter finns listade i Catalogue of Life.